# Krostitz
Krostitz ist eine Gemeinde im Landkreis Nordsachsen im Freistaat Sachsen. Sie gehört der Verwaltungsgemeinschaft Krostitz-Schönwölkau an.

## Geographie

### Lage
Die Gemeinde Krostitz liegt in der Leipziger Tieflandsbucht etwa 15 Kilometer nordöstlich von Leipzig, zehn Kilometer südöstlich von Delitzsch und zehn Kilometer westlich von Eilenburg.

### Gemeindegliederung
Die Gemeinde besteht aus folgenden Ortsteilen:
- Beuden
- Hohenossig
- Kletzen
- Krensitz
- Krostitz
- Kupsal
- Lehelitz
- Mutschlena
- Niederossig
- Priester
- Pröttitz
- Zschölkau

## Geschichte
Krostitz wird als Rittergut Krost(e)wicz 1349/50 erstmals urkundlich erwähnt. Der Name leitet sich aus dem altsorbischen Chrostowicia ab und bedeutet Ort am Gehölz, Gesträuch. Im Jahr 1534 verlieh Herzog Georg von Sachsen seinem Getreuen Hans Wahl das Braurecht auf dem Rittergut zu Crostitz. Während des Dreißigjährigen Krieges weilte im Jahr 1631 König Gustav II. Adolf von Schweden als Gast im Rittergut zu Krostitz und war der Legende nach von dem hier gebrauten Bier begeistert.
Die Orte Groß- und Klein-Krostitz gehörten bis 1815 zum kursächsischen Amt Delitzsch. Durch die Beschlüsse des Wiener Kongresses kamen beide Orte zu Preußen und wurden 1816 dem Kreis Delitzsch im Regierungsbezirk Merseburg der Provinz Sachsen zugeteilt, zu dem sie bis 1952 gehörten. Vor 1925 erfolgte die Vereinigung von Groß- und Klein-Krostitz zur Gemeinde Krostitz. Am 1. April 1939 wurde Hohenleina in die Gemeinde Krostitz eingegliedert. Lehelitz, Nieder Ossig und Pröttitz kamen am 1. Juli 1950 hinzu.
Im Zuge der Kreisreform in der DDR im Jahr 1952 wurde Krostitz dem neu zugeschnittenen Kreis Delitzsch im Bezirk Leipzig zugeteilt, der 1994 im Landkreis Delitzsch aufging. Seit 2008 gehört die Gemeinde zum Landkreis Nordsachsen.
Krensitz und Mutschlena wurden am 1. März 1994 Ortsteile von Krostitz. Die ehemalige Gemeinde Priester mit dem am 20. Juli 1950 aufgenommenen Ort Kupsal wurde am 1. Januar 1997 eingegliedert. Das am 1. Januar 1994 zusammengefügte Kletzen-Zschölkau mit Kletzen, Zschölkau, Hohenossig und Beuden folgte am 1. Januar 1999.
Eingemeindungen
| Ehemalige Gemeinde | Datum      | Anmerkung                            |
| ------------------ | ---------- | ------------------------------------ |
| Beuden             | 20.07.1950 | Eingemeindung nach Kletzen           |
| Hohenossig         | 20.07.1950 | Eingemeindung nach Zschölkau         |
| Großkrostitz       | vor 1925   | Zusammenschluss zu Krostitz          |
| Hohenleina         | 01.04.1939 | Eingemeindung nach Krostitz          |
| Kleinkrostitz      | vor 1925   | Zusammenschluss zu Krostitz          |
| Kletzen            | 01.01.1994 | Zusammenschluss zu Kletzen-Zschölkau |
| Kletzen-Zschölkau  | 01.01.1999 | Eingemeindung nach Krostitz          |
| Krensitz           | 01.03.1994 | Eingemeindung nach Krostitz          |
| Kupsal             | 20.07.1950 | Eingemeindung nach Priester          |
| Lehelitz           | 20.07.1950 | Eingemeindung nach Krostitz          |
| Mutschlena         | 01.03.1994 | Eingemeindung nach Krostitz          |
| Niederossig        | 20.07.1950 | Eingemeindung nach Krensitz          |
| Priester           | 01.01.1997 | Eingemeindung nach Krostitz          |
| Pröttitz           | 20.07.1950 | Eingemeindung nach Krostitz          |
| Zschölkau          | 01.01.1994 | Zusammenschluss zu Kletzen-Zschölkau |

## Bevölkerung
| Jahr | Einwohner |
| ---- | --------- |
| 2002 | 4.084     |
| 2005 | 4.044     |
| 2010 | 3.840     |
| 2015 | 3.763     |
| 2020 | 4.096     |

| Jahr | Einwohner |
| ---- | --------- |
| 2021 | 4.121     |
| 2022 | 4.142     |
| 2023 | 4.179     |
| 2024 | 4.151     |

Stand: 31. Dezember des jeweiligen Jahres (Angaben des Statistischen Landesamtes Sachsen), ab 2011 auf Basis des Zensus 2011, ab 2022 auf Basis des Zensus 2022

## Politik
- Linke: 1
- SPD: 2
- FWV: 2
- FWG: 1
- BGK: 1
- FDP: 2
- CDU: 9

### Gemeinderat
Die Kommunalwahl am 9. Juni 2024 war die jüngste Wahl der Gemeindevertretung von Krostitz. Eine Übersicht über diese und vergangene Wahlen gibt die Tabelle:
| Partei/Liste                      | 2024 | 2024  | 2019 | 2019  | 2014 | 2014  |
| Partei/Liste                      | %    | Sitze | %    | Sitze | %    | Sitze |
| --------------------------------- | ---- | ----- | ---- | ----- | ---- | ----- |
| CDU                               | 47,9 | 9     | 61,3 | 12    | 62,3 | 12    |
| FDP                               | 12,9 | 2     | 10,4 | 2     | –    | –     |
| SPD                               | 12,2 | 2     | 10,1 | 1     | 17,9 | 3     |
| Freie Wählervereinigung           | 10,6 | 2     | 5,1  | 1     | 7,8  | 1     |
| Bürgergemeinschaft Krostitz       | 8,1  | 1     | –    | –     | –    | –     |
| Freie Wählergemeinschaft Krostitz | 4,5  | 1     | 6,2  | 1     | –    | –     |
| Die Linke                         | 3,8  | 1     | 6,9  | 1     | 12,1 | 2     |
| Gesamt                            | 100  | 18    | 100  | 18    | 100  | 18    |
| Wahlbeteiligung (in %)            | 74,9 | 74,9  | 68,7 | 68,7  | 53,9 | 53,9  |

### Bürgermeister
- 1990–2019: Wolfgang Frauendorf (CDU)[13]
- seit 2019: Oliver Kläring (CDU)[14]

Kläring kandidierte bei der Bürgermeisterwahl am 15. September 2019 als Einzelbewerber und wurde mit 51,2 % der gültigen Stimmen für eine Amtszeit von sieben Jahren gewählt.
| Wahl | Bürgermeister       | Vorschlag | Wahlergebnis (in %) |
| ---- | ------------------- | --------- | ------------------- |
| 2019 | Oliver Kläring      | Kläring   | 51,2                |
| 2015 | Wolfgang Frauendorf | CDU       | 87,6                |
| 2008 | Wolfgang Frauendorf | CDU       | 93,8                |
| 2001 | Wolfgang Frauendorf | CDU       | 85,7                |
| 1994 | Wolfgang Frauendorf | CDU       | 85,8                |

## Sehenswürdigkeiten
- Kirche St. Laurentius, im 13. Jahrhundert im spätromanischen Stil erbaut

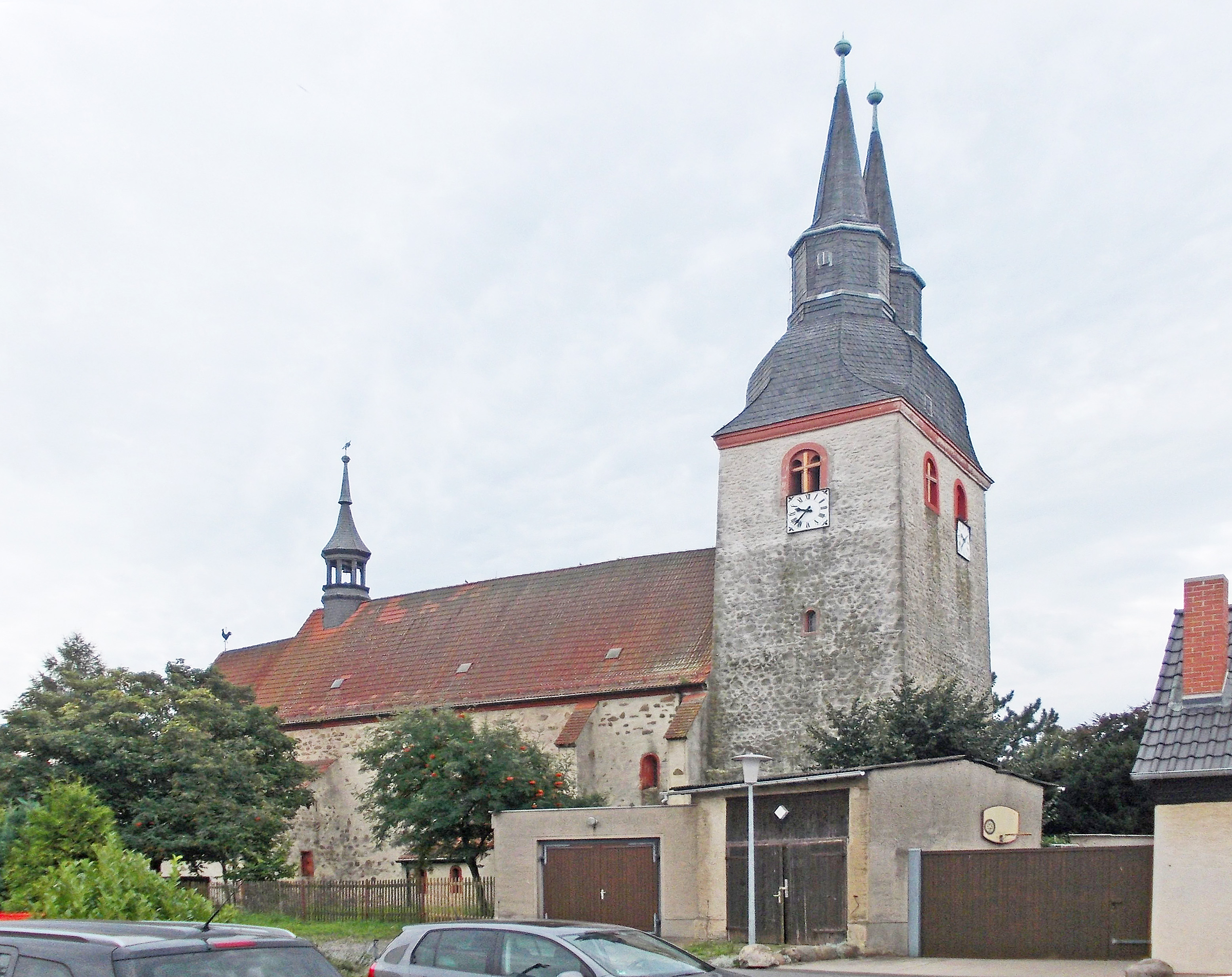
Dorfkirche St. Laurentius
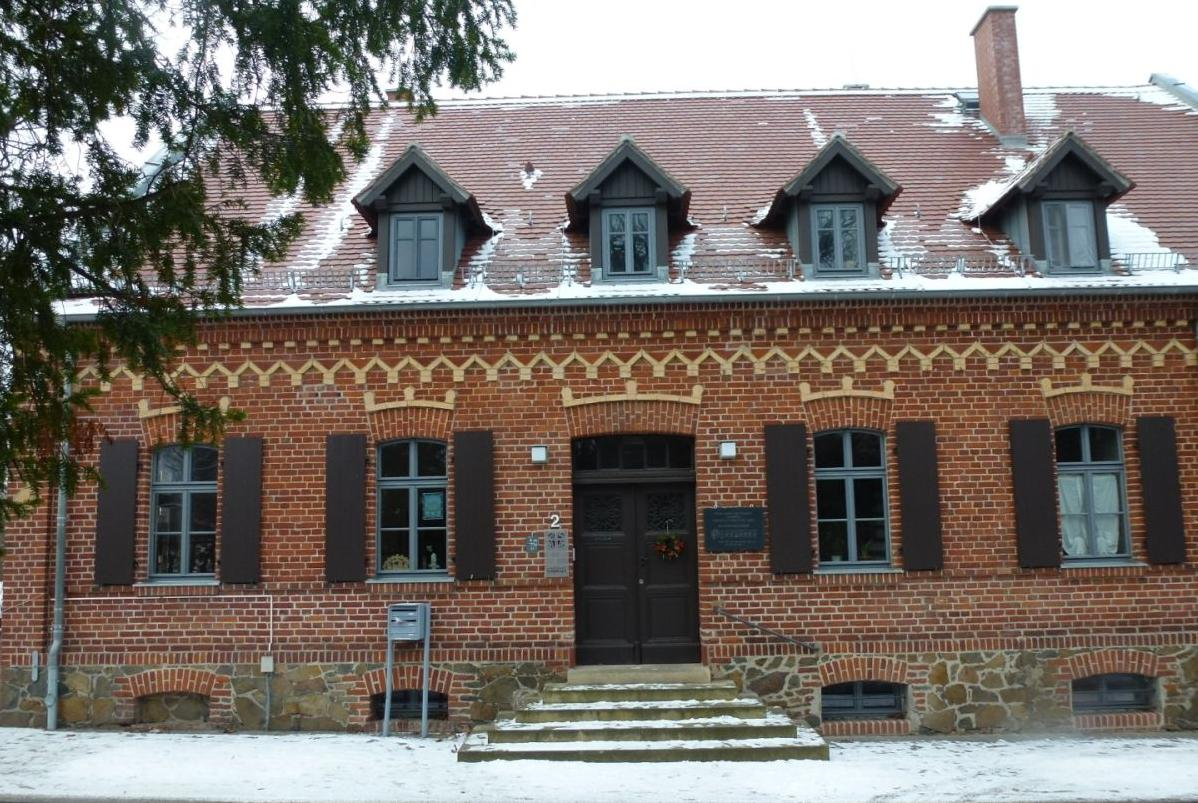
Pfarrhaus
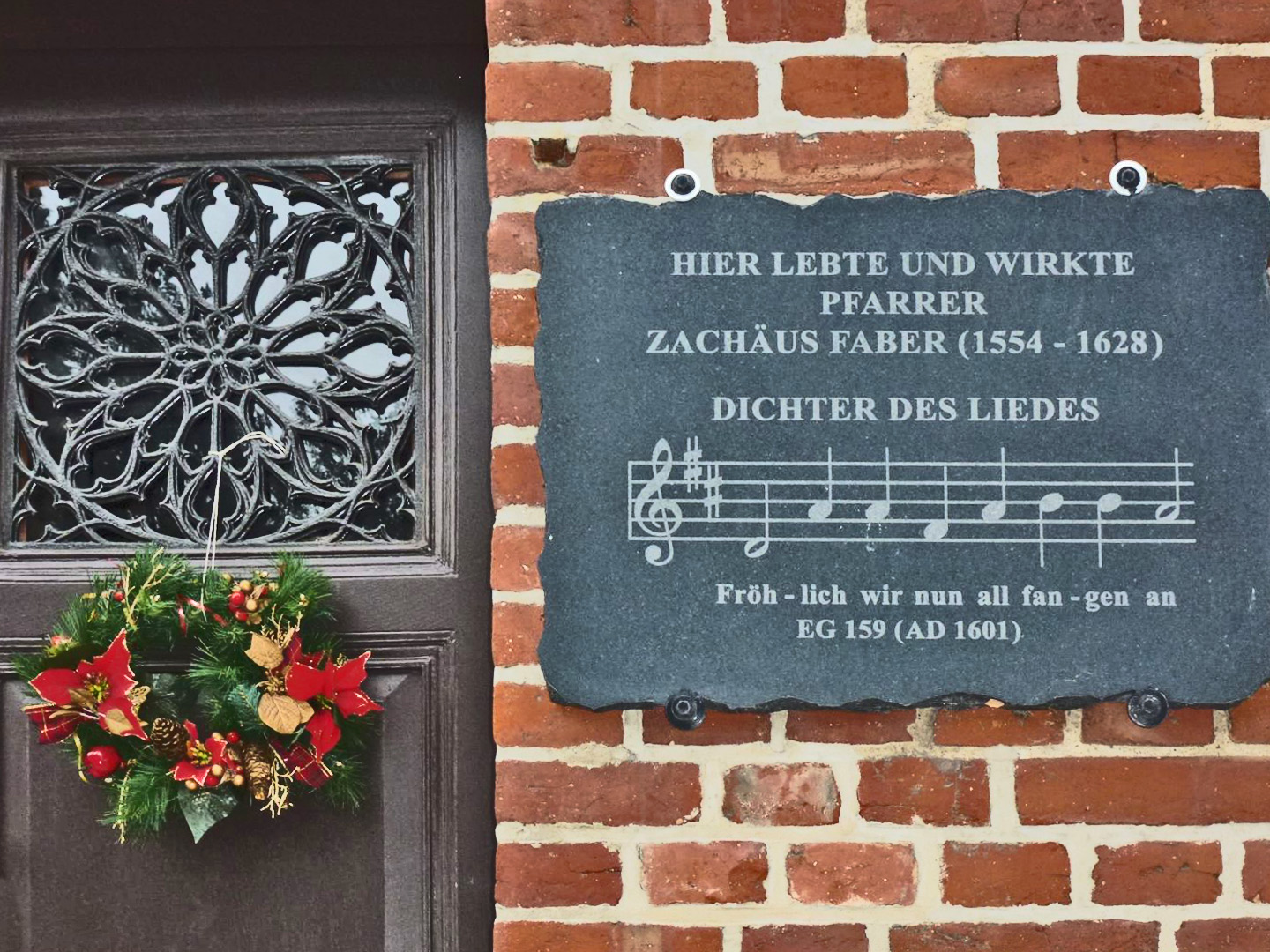
Gedenktafel am Pfarrhaus zu Ehren von Pfarrer Faber
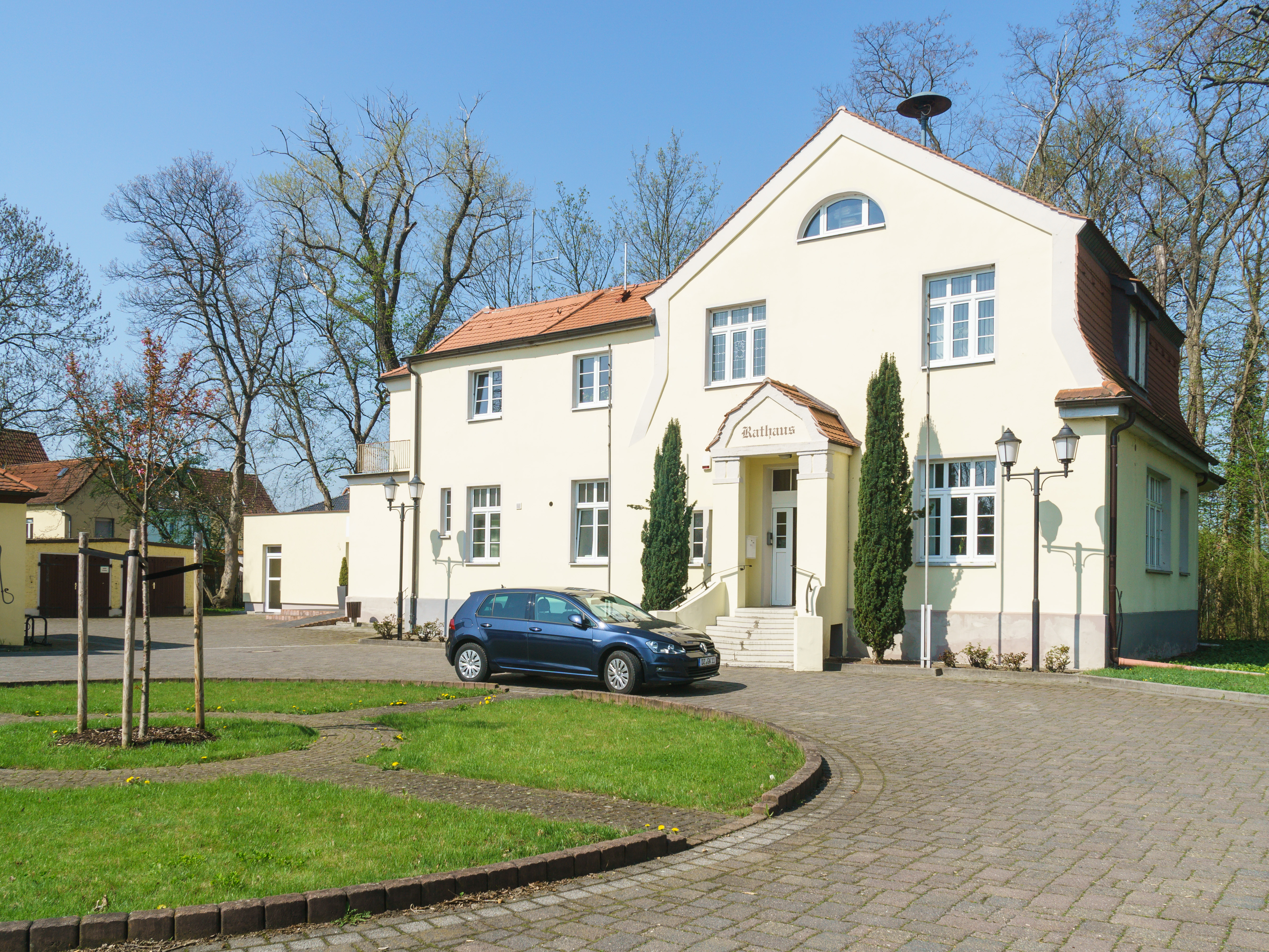
Rathaus
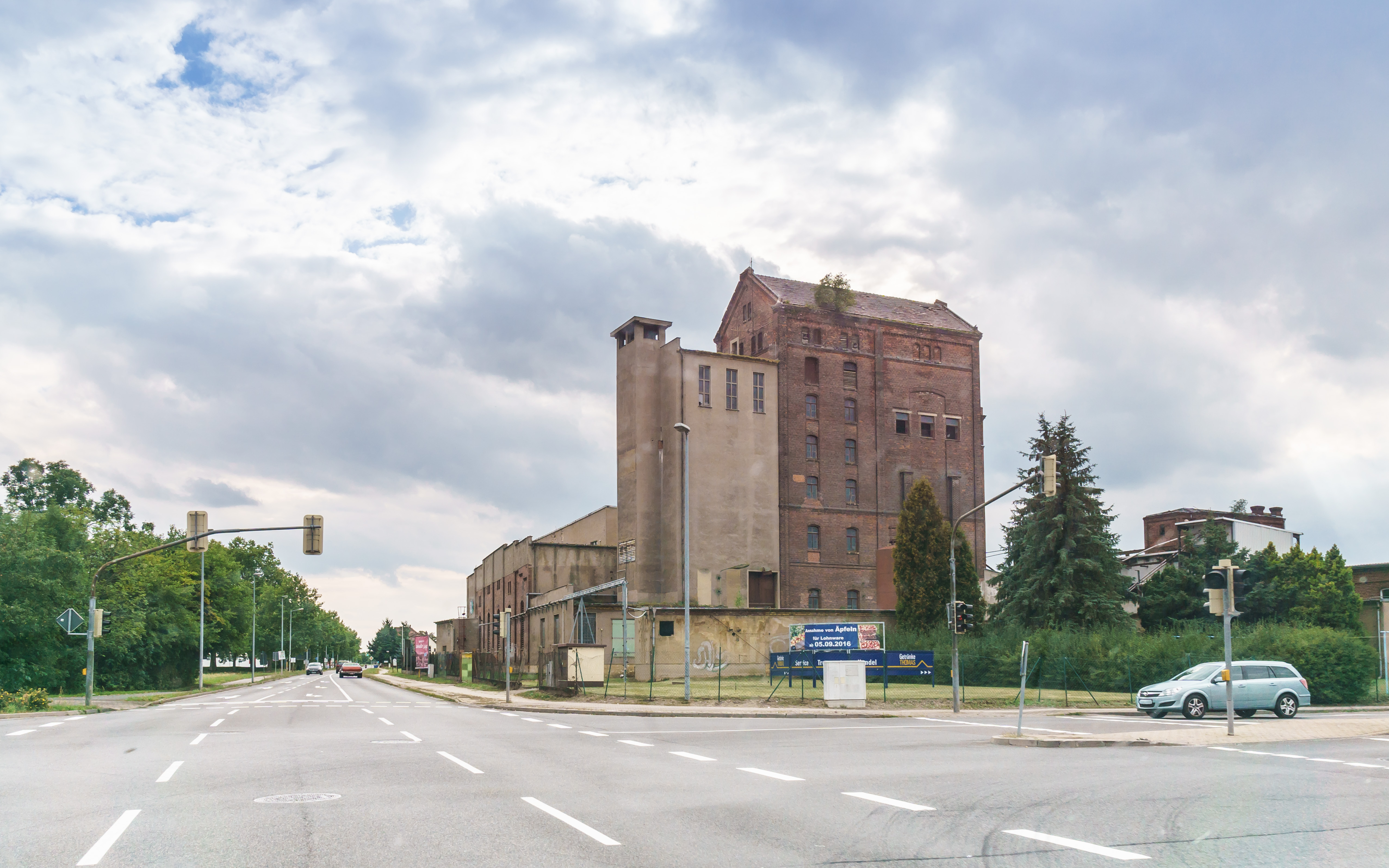
Ehemalige Malzfabrik der Brauerei
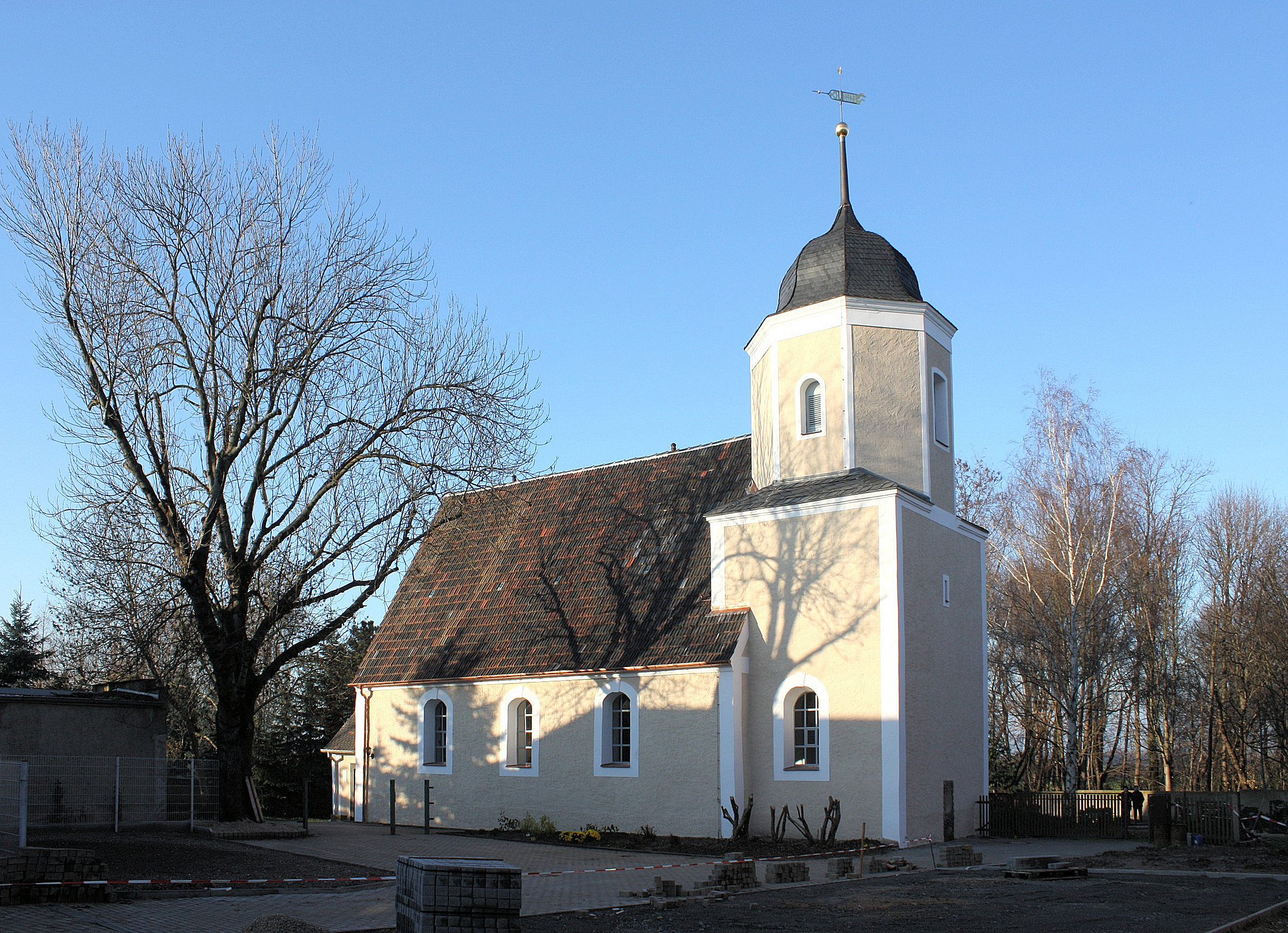
Dorfkirche Priester

## Wirtschaft und Infrastruktur

### Wirtschaft

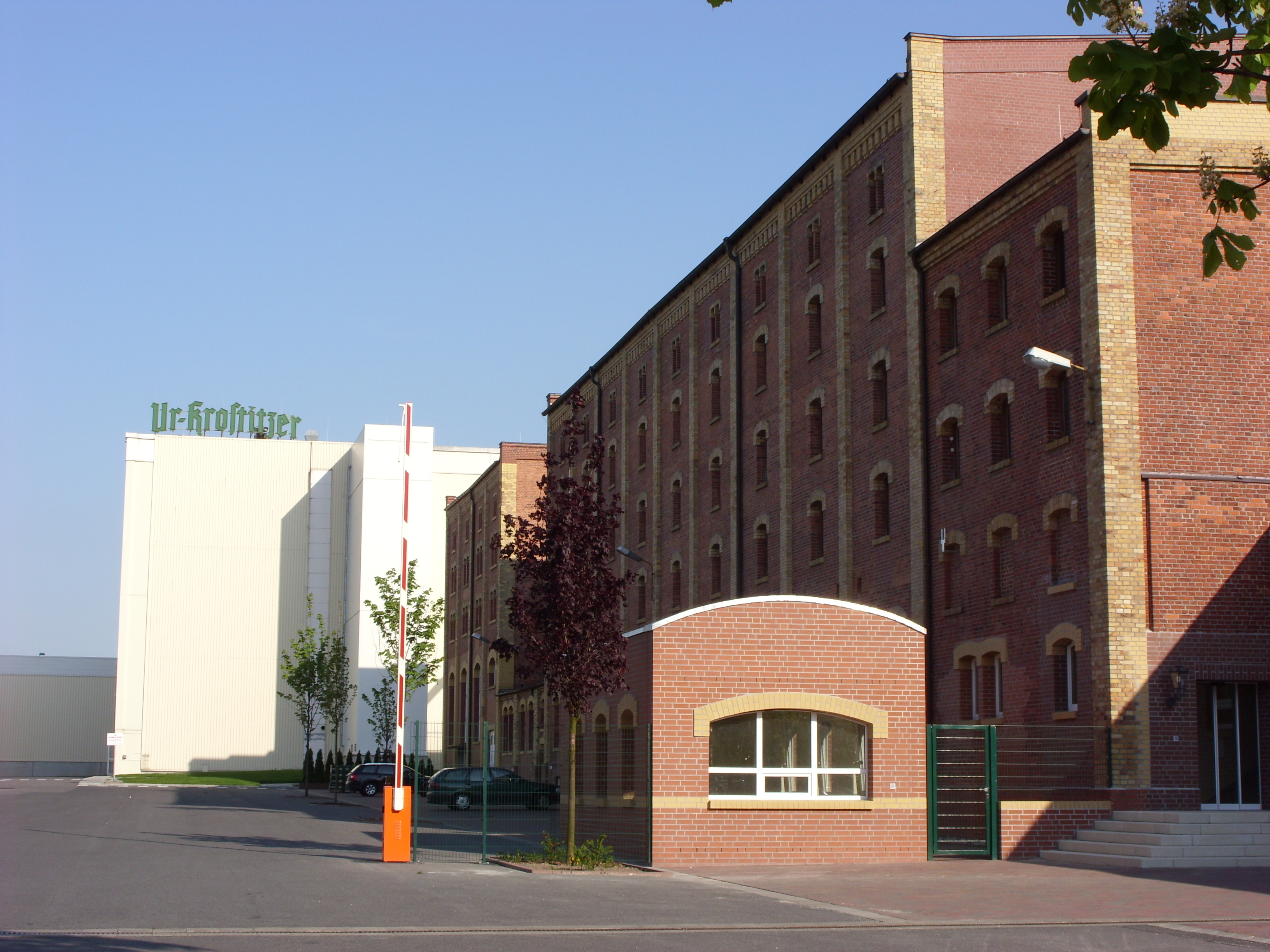
Brauerei

Der bedeutendste Betrieb in der Gemeinde ist die Krostitzer Brauerei, die auf ein Braurecht von 1334 zurückgeht und seit 1878 die Bezeichnung Krostitz im Namen führt.

### Verkehr

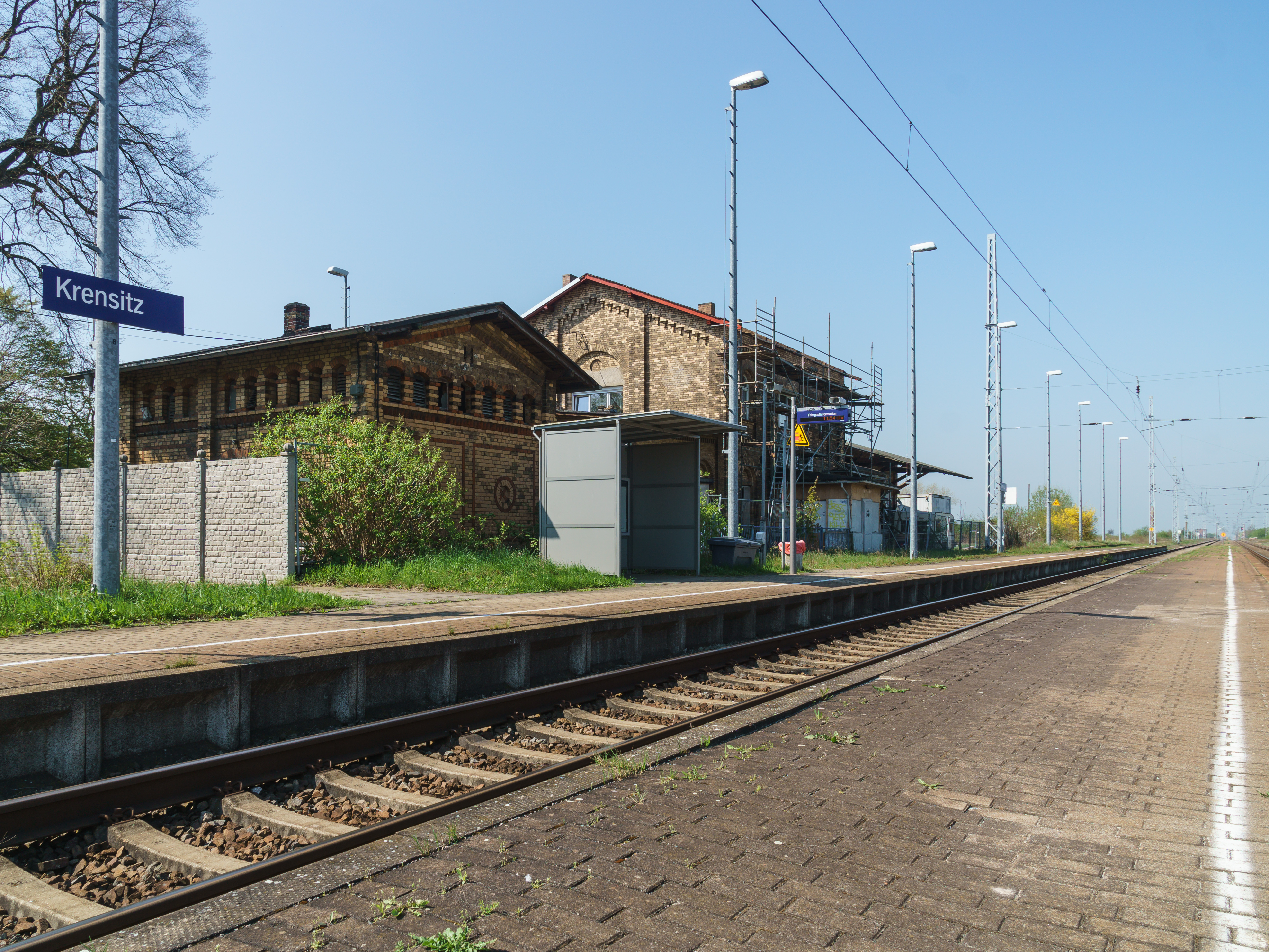
Bahnhof Krensitz

Die Bundesstraße B 2 führt durch die Ortsteile Krensitz und Krostitz. Die nächstgelegene Autobahnanschlussstelle ist Leipzig-Mitte an der Autobahn A 14.
Der Bahnhof Krensitz liegt an der Bahnstrecke Halle (Saale)–Eilenburg und wird durch die S-Bahn-Linie S 9 bedient.
PlusBus- sowie weitere Regionalbuslinien der Nordsachsen Mobil GmbH verbinden Krostitz mit dem Umland.

### Bildung
In Krostitz bestehen eine kommunale Kindertagesstätte mit einer Zweigstelle im Ortsteil Hohenossig, eine Grundschule sowie eine Oberschule.

### Sport
Der Fußballverein FSV Krostitz ist in der Gemeinde beheimatet. In Krostitz gibt es einen Sportplatz, ein vom DFB gesponsertes Mini-Spielfeld und eine Turnhalle, die von der Ober- und Grundschule genutzt wird.

## Persönlichkeiten

### Söhne und Töchter der Gemeinde
- Johann Gottfried Knöffler (1715–1779), Bildhauer, in Zschölkau geboren
- Christian Gottlob Kayser (1782–1857), Verleger, in Priester geboren
- Lutz Voigtmann (1941–1997), Maler
- Bernd Beyer (* 1942), Politiker (DBD), in Beuden geboren
- Fritz Bohla (* 1948), Fußballspieler und -trainer

### Mit Krostitz verbundene Persönlichkeiten
- Jürgen Hainz (1950–1972), Todesopfer an der innerdeutschen Grenze, lebte in Krostitz